# Zitronen-Täubling
Der Zitronen-Täubling (Russula ochroleuca) oder Ocker(weiße) Täubling ist eine Pilzart aus der Familie der Täublingsverwandten (Russulacea). Der mittelgroße, bedingt essbare und sehr häufige Täubling hat einen einheitlich blass- bis ockergelben Hut. Sein Stiel, seine Lamellen und das Sporenpulver sind weiß. Sein Fleisch schmeckt fast mild bis mehr oder weniger scharf. Die Fruchtkörper erscheinen von Juli bis November gesellig in sauren Nadel- oder Laubwäldern. Besonders häufig findet man ihn bei Fichten.

## Merkmale

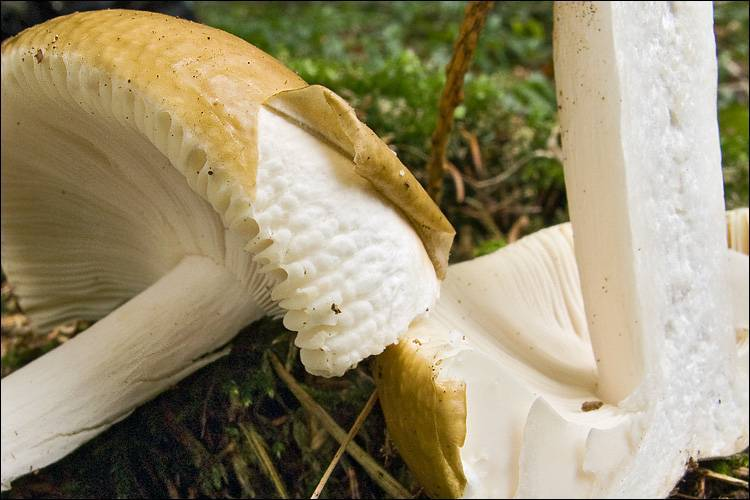
Hut- und Stielfleisch des Zitronen-Täublings haben eine weiße Farbe.

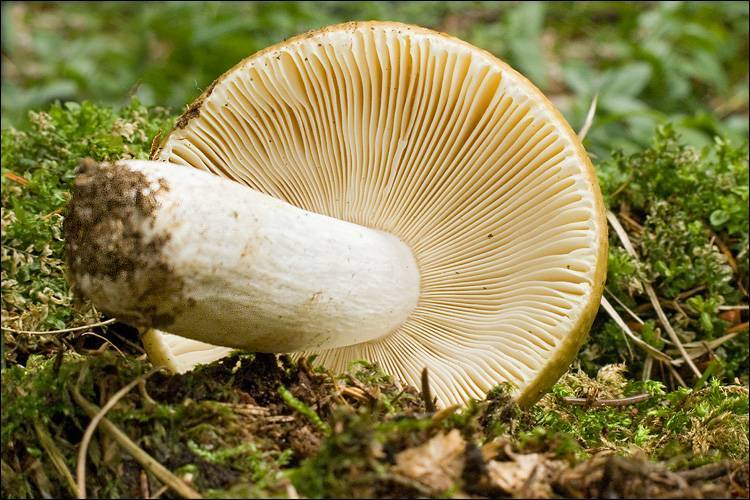
Blick auf die Hutunterseite des Zitronengelben Täublings mit den Lamellen

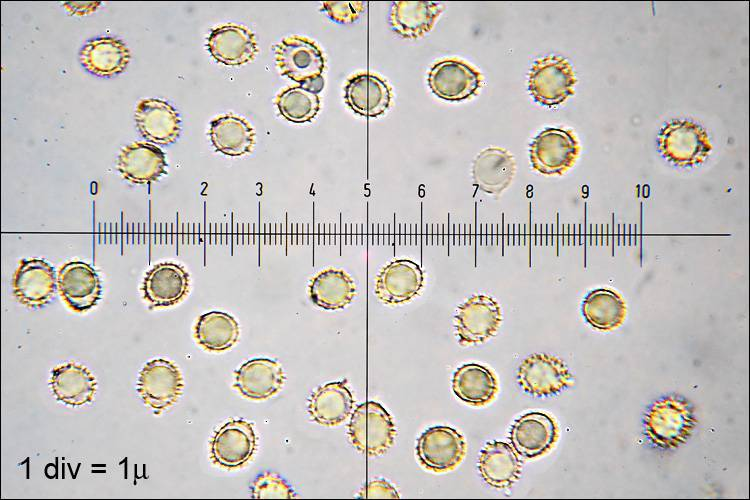
Sporen des Zitronen-Täublings im Lichtmikroskop

### Makroskopische Merkmale
Der Hut ist 5 bis 10, in seltenen Fällen bis 12 Zentimeter breit, jung gewölbt, dann ausgebreitet und in der Mitte breit niedergedrückt. Die Huthaut ist trocken kahl und glatt, im feuchten Zustand ist sie klebrig bis schmierig. Die Hutfarbe variiert zwischen blassgelb bis ockergelb, was sowohl zu der Benennung Ocker- als auch der Bezeichnung Zitronentäubling führte.
Die Lamellen sind 4 bis 12 Millimeter hoch und immer weißlich. Sie neigen zum Gilben und werden im Alter oft braunfleckig. Der Sporenstaub ist weißlich-blass (Ia–Ib nach Romagnesi).
Der Stiel ist 4 bis 7 Zentimeter hoch und bis zu 2,5 Zentimeter dick. Er ist mehr oder weniger zylindrisch geformt und manchmal an der Basis leicht verdickt. Zumindest jung ist er weiß gefärbt. An der Stielbasis zeigt er ockergelbe Farbtöne, die einen rudimentären Rest des Velum universale darstellen. Dieser Rest des Velum universale färbt sich mit Kalilauge tief rot. Der Stiel kann sich aber im Alter besonders bei Trockenheit ocker-gelblich verfärben, bei starker Durchfeuchtung ist er auch grau gefärbt. Es kommen auch Aufsammlungen mit sich von der Stielbasis ausgehend auffällig braun verfärbenden Stielen vor.
Das Fleisch ist stets weiß, nur bei starker Feuchtigkeit neigt es etwas zum Grauen. Es ist vergleichsweise fest, kann im Alter (besonders im Stiel) aber auch schwammig-weich werden. Der Zitronentäubling hat nur einen schwachen Geruch, wenn er riecht, dann angenehm obstartig. Der Geschmack lässt sich am besten mit pikant charakterisieren, er reicht von fast milde bis ein wenig scharf.

### Mikroskopische Merkmale
Die überwiegend netzigen Sporen sind rundlich bis elliptisch und messen 6,8–9,3 × 6,1–7,9 µm. Der Q-Wert (Quotient aus Sporenlänge und -breite) ist 1,1–1,2. Das Sporenornament besteht aus bis zu 1,25 µm hohen, stacheligen Warzen, die meist durch Adern oder Rippen mehr oder weniger netzartig verbunden sind. Der Apiculus misst 1,25–1,37 × 1,25–1,5 µm und der Hilarfleck ist amyloid.
Die meist viersporigen, keuligen Basidien messen 38–55 × 10–13 µm. Die Sterigmen sind 10–12,5 µm lang. Auf den Lamellenschneiden findet man spindelige, 40–70 µm lange und 5–7 µm breite Cheilozystiden. Die ähnlich geformten Pleurozystiden messen 50–107 × 6–11,5 µm. Im Gegensatz zu den Cheilozystiden haben sie an ihrer Spitze einen meist ausgeprägteren Fortsatz. Alle Zystiden sind zahlreich und färben sich mit Sulfobenzaldehyd grauschwarz an.
Die Hutdeckschicht hat zylindrische, zur Spitze hin teilweise etwas verjüngte, 3–5 µm breite Haare, die stellenweise mit gelblichen, säurefesten Kristallen besetzt sind. Wenn man das Präparat aber nach der Fuchsinfärbung mit Chloralhydrat behandelt, geben sie die Farbe wieder ab. Zahlreiche Hyphen enthalten auch ein zebrastreifenähnlich angeordnetes Pigment. Dermatozystiden kommen in der Hutdeckschicht (Epikutis) nicht vor.

### Ektomykorrhiza
Die Ektomykorrhizen des Ockertäublings sind abhängig von der Baumart und dem Alter der Mykorrhiza gelb, orangebraun bis olivbraun mit einer helleren, gelben bis weißen Spitze. Die glatte Oberfläche zeigt typischerweise feine, gelb gefärbte Flocken als Auflagerung. Die Oberfläche ist ansonsten glatt, abziehende Rhizomorphen sind selten, können aber vorkommen.

## Artabgrenzung
Im Buchenwald kann man den Zitronentäubling eventuell mit dem ähnlichen Gallen-Täubling (Russula fellea) verwechseln. Dieser ist dünnfleischiger und zerbrechlicher, seine Hutmitte ist normalerweise dunkel-ockergelb gefärbt. Der Rand hingegen ist blass-ocker gefärbt und hat in etwa die gleiche Farbe wie die Lamellen und der Stiel. Im Gegensatz dazu stehen beim Zitronentäubling die weißen Lamellen in einem auffälligen Kontrast zur gelben Hutfarbe. Außerdem riecht der Gallen-Täubling typischerweise nach Pelargonien und schmeckt besonders im Stiel brennend-scharf.
Noch ähnlicher ist der seltene Gelbe Graustiel-Täubling (Russula claroflava). Er wächst auf meist moorigem Boden unter Birken. Sein Fleisch schmeckt mild und graut viel stärker. Im Alter sind die Lamellenschneiden schwärzlich verfärbt, außerdem ist sein Sporenpulver blass ocker.

## Ökologie
Der Zitronentäubling ist wie alle Arten der Täublinge ein Mykorrhizapilz, der mit verschiedenen Laub- und Nadelbäumen vergesellschaftet sein kann. In Mitteleuropa ist die Gemeine Fichte der wichtigste Symbiosepartner, daneben kommen Symbiosen mit Weißtanne, Birken, Rotbuche, Waldkiefer und weiteren Baumarten vor. Der Zitronentäubling bewohnt Fichten- und Fichten-Tannenwälder, Fichtenforste, bodensaure Buchenwälder, Hainbuchen-Eichen- und Eichenwälder, weiterhin Hochmoorränder und Kiefernwälder. Die Art wächst auf flach- bis mittelgründigen, lockeren, humusreichen oder mit starken Rohhumus- oder Moderauflagen versehenen sauren Böden, die über saurem Ursprungsgestein entstanden, oder die tief abgesauert, staunass bis mäßig trocken sind und schwach bis mäßig nährstoffreich sein können. Die Fruchtkörper erscheinen in Mitteleuropa von Juli bis November. Unter günstigen Bedingungen kann der Zitronentäubling ein Massenpilz sein.

## Verbreitung

Europäische Länder mit Fundnachweisen des Zitronen-Täublings.
Legende:
Länder mit Fundmeldungen
Länder ohne Nachweise
keine Daten
außereuropäische Länder

Die Art ist in der meridonalen bis subarktischen Zone der Holarktis weit verbreitet und kommt in Israel, dem Kaukasusgebiet, Ostsibirien und dem Fernen Ostern bis Japan und Korea, Nordamerika (USA), Nordafrika (Marokko) und Europa vor. In Europa ist der Zitronentäubling in fast allen Staaten vom Mittelmeerraum bis zu den Hebriden, Skandinavien, Finnland und Spitzbergen verbreitet.
In Deutschland, Österreich und der Schweiz ist die Art überall dicht verbreitet bis gemein.

## Systematik
Aufgrund seiner Ähnlichkeit zum Gallen-Täubling wurde der Zitronentäubling lange Zeit in die Untersektion Felleinae gestellt, eine Untersektion der Sektion Ingratae, zu der auch die Täublinge aus der Verwandtschaftsgruppe des Stink-Täublings gehören. Neuere genetische Untersuchungen und die Mykorrhizaanatomie zeigen aber, dass keine nähere Verwandtschaft zwischen beiden Arten besteht. Stattdessen ist der Zitronentäubling mit dem Lederstiel-Täubling verwandt, mit dem er sich das zwar stark reduzierte, aber noch vorhandene Velum universale als Merkmal teilt. Aktuell wird er daher in die Sektion Russula subsect. Viscidinae zusammen mit dem Lederstiel-Täubling gestellt.

## Pigmente
Die gelben Pigmente der Huthaut des Ockertäublings sind Russupteridingelb V und Riboflavin. Russupteridingelb V ist chemisch mit dem gelben Farbstoff des Zitronenfalters, dem Xanthopterin, verwandt. Das für die gelben Auflagerungen der Ektomykorrhizen des Ockertäublings verantwortliche Pigment ist das Ochroleucin.

### Etymologie
Sein wissenschaftliches Epitheton ochroleuca bedeutet „ocker und weiß“ und bezieht sich auf den oft blassocker bis ockergelblich gefärbten Hut und die dazu im Kontrast stehenden, weißlichen Lamellen.

## Bedeutung
Der Zitronentäubling ist essbar, obgleich er kein sehr schmackhafter Pilz ist. Man kann ihn ohne Vorbehandlung in mäßiger Anzahl im gemischten Pilzgericht verwenden, bei größeren Mengen empfiehlt sich kurzes Abbrühen. Die klebrige Huthaut ist meist mit Erde und Fichtennadeln beschmutzt, da der Pilz sich zum großen Teil unter der Erdoberfläche entwickelt.